# Jernbanebørnene fra Kolkata
Jernbanebørnene fra Kolkata er en dansk dokumentarfilm instrueret af Benjamin Schildknecht Kodboel og Daniel Myrup.

## Handling
Filmen giver et nuanceret og tæt indblik i den verden, som manifesterer sig rundt om en indisk banegård. Via de medvirkende får seerne syn for sagen, når de samler flasker, sælger balloner og deler ud af deres inderste usikkerheder. Filmen er med til at nuancere det klassiske, danske billede af et indisk gadebarn, der for de fleste kan blive en-dimensionelt og udelukkende handle om elendighed og fortovsnætter. Pinky og Arif har mange gode stunder i deres bande. Chattu husker også tilbage på de eventyrlige og dristige tider. De er alle på en rejse lige nu. Undervejs på den ene eller den anden måde. Arif forsøger at blive en mand ved at bevise sig på gaden. Pinky, der sætter alt ind for at sikre sit mindste barns fremtid. Og Chattu, der forsøger at bruge sin fortid til noget konstruktivt.